# Vättersmålen
Vättersmålen är ett område beläget 2,5 mil norr om Jönköping längs med E4:an. 
Vättersmålen har två gårdar, varav den ena gården 2:1 valt att bedriva verksamhet i form av camping med stugby.
Motell Vätterleden bedriver sin verksamhet här, och de är även återförsäljare för Preem. Motellet har funnits lika länge som motorvägen. 
Vättersmålen har även haft ett bilmuseum, som nu är nedlagt och omgjort till lager för flyttfirma. Det finns även möjlighet för islandshästridning i närheten av motellet, vid byn Fingalstorp som ligger cirka 300 meter från motellet.
Vätterledens camping med 30 platser finns här också.